# كين كالاستي
كين كالاستي (31 أغسطس 1988 بتالين في إستونيا - ) هو لاعب كرة قدم إستوني في مركز الدفاع. شارك مع منتخب إستونيا تحت 19 سنة لكرة القدم ومنتخب إستونيا تحت 21 سنة لكرة القدم ومنتخب إستونيا تحت 23 سنة لكرة القدم ومنتخب إستونيا لكرة القدم. أما مع النوادي، فقد لعب مع غورنيك زابجه ونادي فلورا ونادي نوم كاليو وFC Warrior Valga ‏ وPärnu JK Tervis ‏ و وViljandi JK Tulevik ‏.

## وصلات خارجية
- كين كالاستي على موقع الاتحاد الدولي (مؤرشف)  (الإنجليزية)
- كين كالاستي على موقع الاتحاد الأوربي (الإنجليزية)
- كين كالاستي على موقع اتحاد إستونيا (الإنجليزية)
- كين كالاستي على موقع قاعدة بيانات كرة القدم.إي يو (الإنجليزية)
- كين كالاستي على موقع ناشيونال فوتبول تيمز (الإنجليزية)
- كين كالاستي على موقع Soccerway.com (الإنجليزية)
- كين كالاستي على موقع عالم كرة القدم.نت (الإنجليزية)